# Orthosuchus
Orthosuchus is een geslacht van uitgestorven reptielen, behorend tot de Crocodyliformes, dat tijdens het Laat-Trias leefde in het gebied van het huidige zuidelijk Afrika.
In 1963 werd in Qacha's Nek in Lesotho, in de vallei van de Oranjerivier, door Alfred Crompton een klein fossiel gevonden dat wegens de hardheid van het moedergesteente slechts met moeite geprepareerd kon worden. De typesoort Orthosuchus stormbergi is in 1968 benoemd en beschreven door Diane Nash. De geslachtsnaam betekent 'rechte krokodil'. De soortaanduiding verwijst naar de Stormberg.
Het holotype SAM-PK-K409 is gevonden in een laag van de bovenste Elliotformatie die dateert uit het Hettangien-Sinemurien, ongeveer 197 miljoen jaar oud. Het bestaat uit een gedeeltelijk skelet met schedel. Later is er nog een skelet gevonden.

## Kenmerken
Orthosuchus is ongeveer zeventig centimeter lang. Het dier heeft een achteraan zeer brede en afgeplatte kop die ter hoogte van de zijwaarts gerichte oogkassen plots versmalt tot een korte en zeer smalle snuit die eindigt in een afgeronde rozet om vissen te grijpen. De tanden zijn vrij recht en lang. Ze zijn kegelvormig en hebben geen kartelingen. Boven het oog bevindt zich achter het normale wenkbrauwbot, het palpebrale, een tweede element. De schedelopening vóór de ogen, de fenestra antorbitalis, is vrij klein. Beide slaapvensters zijn groot. Het quadratum achter in de schedel is gepneumatiseerd. De voorste ruggenwervels zijn niet gekield. De ruggenwervels hebben een hoge wervelboog en brede doornuitsteeksels. De ledematen zijn tamelijk lang maar niet zo extreem als bij Lesothosuchus. Het opperarmbeen heeft een afgevlakte kop. In het bekken is het heupgewricht halfopen, heeft het darmbeen een lang voorblad en een goed ontwikkelde kam boven het heupgewricht en is het schaambeen lang. Het dijbeen heeft een goed ontwikkelde kop. Dit alles maakt het waarschijnlijk dat het dier recht op de achterpoten liep die dus geen spreidstand aannamen. Dat het schoudergewricht zijwaarts en achterwaarts gericht is, vormt een aanwijzing dat dit ook voor de voorpoten gold. Orthosuchus heeft beenplaten op de rug en schubben op de rest van het lichaam.